# 蔣欽緒
蒋钦绪（?—?），唐朝莱州胶水县（今山东省平度市）人。
蒋钦绪精通文辞，擢进士第，担任太常博士。唐中宗开始亲自郊祀，国子祭酒祝钦明建言皇后应当亚献，想要取媚韦后。天子有疑虑，下诏礼官议论。众人曲意逢迎，只有蒋钦绪抗言不可，诸儒生都赞扬他的气节。
蒋钦绪升任为吏部员外郎，韩琬为高邮主簿，出使京师，自负其才，将怀才不遇之言题于客舍。一天，蒋钦绪见到了，笑着说：“这位是感叹生不逢时吗？”久后，韩琬举贤良方正，蒋钦绪录取他文辞异等，对他说：“朋友之过是否可以免去？”韩琬说：“今日才见君子之心。”
蒋钦绪精于治道，治吏严整，虽铢秒小罪也不宽贷。出任华州长史。萧至忠从晋州被朝廷征召，经过蒋钦绪处，蒋钦绪是他的姻亲，告诫他说：“以萧君之才不怕不被任用，就怕所求非分。”最后萧至忠在先天政變中遇难。开元十三年，蒋钦绪以御史中丞复查河南监狱，宣慰百姓，赈济穷人。转任吏部侍郎，历任汴州、魏州二州刺史，去世。蒋钦绪性情孤洁自守，只和贾曾、郭利贞有交情。其子蒋沇、蒋清。